# Papillidiopsis koponenii
Papillidiopsis koponenii är en bladmossart som beskrevs av Benito C. Tan 1990. Papillidiopsis koponenii ingår i släktet Papillidiopsis och familjen Sematophyllaceae. Inga underarter finns listade i Catalogue of Life.